# A tutto rock
A tutto rock (A Matter of Degrees) è un film del 1990 diretto da W.T. Morgan.

## Trama
Maxwell, uno studente di college che lavora nella radio scolastica, ha deciso di non frequentare i corsi di legge. Quando scopre che la sua radio preferita sta per chiudere a causa di una società, decide di boicottare la cerimonia di laurea organizzata dal college stesso.

## Produzione
Nel cast del film appare anche John Fitzgerald Kennedy Jr., figlio dell'ex presidente degli Stati Uniti John Fitzgerald Kennedy, in un piccolo ruolo di un chitarrista.